# Félvilág
A Félvilág 2015-ben bemutatott magyar tévéfilm Szász Attila rendezésében, mely az 1914-ben, a budapesti Vízivárosban meggyilkolt, a korabeli pesti éjszakai életben közismertnek számító kurtizán, Mágnás Elza (Turcsányi Emília)  utolsó négy napjának történetét mutatja be. A film megtörtént eseményeken alapul és a szereplők egy része is valós, de az alkotók nem az eredeti történések rekonstruálására törekedtek, a film számos ponton eltér a valóságtól.
A forgatókönyvet Köbli Norbert írta, a főszerepeket Kovács Patrícia, Gryllus Dorka, Döbrösi Laura és Kulka János alakítja. A mellékszerepekben ugyancsak neves magyar színművészek tűnnek fel, mint például Lőte Attila, Bordán Irén, Takács Katalin vagy Elek Ferenc. A film elkészülte előtt két közreműködő, Mink Tamás producer és az epizódszereplő színművészek egyike, Haás Vander Péter is elhunyt, az alkotók ezért a filmet az ő emléküknek ajánlották.
A 88 perces filmdráma a Médiatanács Magyar Média Mecenatúra programjának támogatásával készült; világpremierje 2015. szeptember 6-án volt a montreali filmfesztiválon, majd bemutatták egy indiai fesztiválon is. Első hazai, premier előtti vetítése 2015. december 8-án volt a Cinema City MOM Parkban, a közönség pedig 2015. december 30-án láthatta először a Duna TV műsorán.
A filmet 2014-ben a ráckeresztúri Lyka–Brauch-kastélyban forgatták.

## Szereplők
- Mágnás Elza: Kovács Patrícia
- Kóbori Rózsi: Gryllus Dorka
- Szebeni Kató: Döbrösi Laura
- Max Schmidt: Kulka János
- Sóvágó Gergely: Sándor Péter
- Pap: Hajduk Károly
- Báróné: Takács	Katalin
- Producer: Elek Ferenc
- Rendező: Fekete Ernő
- Cili mama: Bordán Irén
- Öreg Schmidt: Lőte Attila
- Spicces gróf: Haás Vander Péter
- Nagysága: Martin Márta
- Bözsi: Sztarenki Dóra
- Örömlány: Szandtner Anna
- Úriember: Takátsy Péter
- Férfi a rakparton: Szücs Lajos